# Karen Barad
Karen Michelle Barad, también conocida como Karen Barad (29 de abril de 1956) es una personal dedicada al campo de la física a quien se le atribuye la creación de la Teoría del Realismo Agencial. Sus líneas de investigación se relaciona a los nuevos materialismos y la teoría feminista de Estados Unidos. Enseña estudios feministas, filosofía e historia de la conciencia en la Universidad de California, Santa Cruz. Ha desarrollado el concepto de realismo agencial e intra-acción.

## Trayectoria
Karen Barad se doctoró en Física teórica en la Stony Brook University de Nueva York. Sus áreas de estudio e interés incluyen los estudios feministas de la ciencia, el materialismo,la deconstrucción, el posestructuralismo, posthumanismo, la física, la epistemología, la ontología, el feminismo, la Teoría feminista, la teoría queer, la Física, Epistemología, Ontología, los Estudios culturales de la ciencia, los Estudios de Ciencia, Tecnología y Género.Entre sus influencias se encuentran Donna Haraway, Niels Bohr y Samuel Devons.

## Realismo agencial

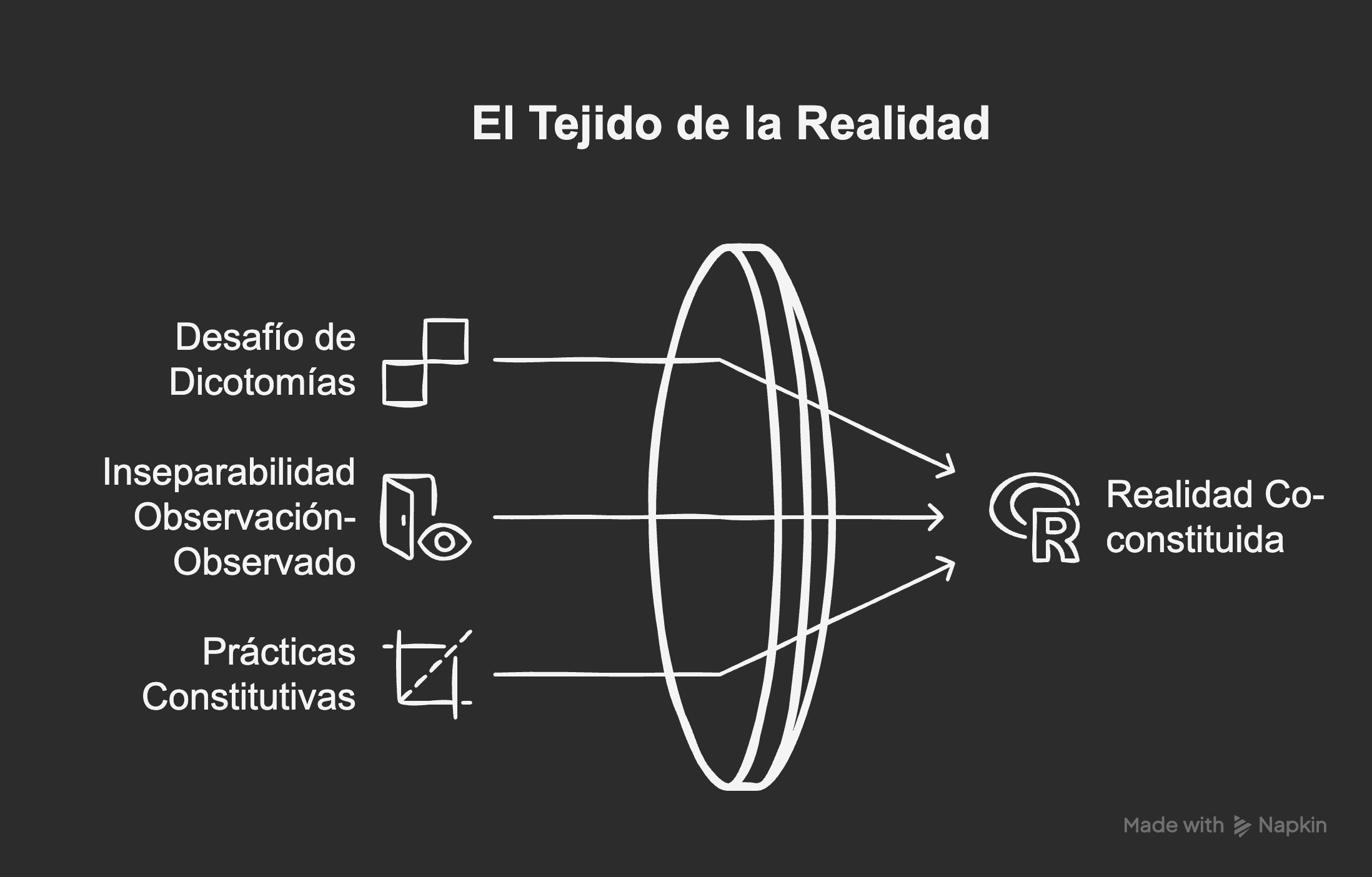
Idea base de la teoría del Realismo Agencial.

En su libro Meeting the Universe Halfway: Quantum Physics and the Entanglement of Matter and Meaning (no traducido al español), Karen Barad desarrolla en profundidad su concepto y propuesta teórica de realismo agencial (Agential Realism). La obra de la autora está profundamente comprometida con los Estudios de Ciencia, Tecnología y Género, y desde una nueva conceptualización teórica, así como todo un nuevo vocabulario, la autora trata de retomar cuestiones como la ontología o de acercar de nuevo la naturaleza a la cultura. 
Realismo agencial es una proposición de cambiar el punto de vista teórico desde el representacionalismo a la performatividad para abordar lo que la autora llama las prácticas materiales-discursivas, su naturaleza y cómo éstas llegan a "importar", a cobrar legitimidad y convertirse en pertinentes. 
Barad toma la cuestión de la performatividad de Judith Butler, persona profesional de la filosofía y el feminismo que a su vez llevó más allá los análisis de Michel Foucault sobre la constitución discursiva del sujeto con este concepto. Para Barad, es en la cuestión de centrar la atención en la performatividad donde reside el compromiso, ya que es ahí donde se ponen en evidencia las dinámicas de exclusión que producen las prácticas regulatorias en la producción de fenómenos. Fenómeno, para Karen Barad y como reformulación de las aportaciones en Física cuántica de Bohr, es lo que es observado, lo que puede ser tomado como real, pero nunca como entidades individuales o impresiones mentales, sino siempre como agencias materiales encastradas, enredadas, como, de alguna manera, agencia colectiva.
Profundizando en su explicación performativa sobre el realismo agencial, Barad explica que esa dinámica performativa de constitución del fenómeno y de las exclusiones necesarias son producidas mediante una intra-actividad (intra-activity) iterativa donde el espacio, el tiempo y la materia son reconfigurados. 

Intra-acción son hechos causales no-arbitrarios y no-determinísticos a través de los cuales la materia-en-el-proceso-de-devenir es iterativamente envuelta en su continua materialización diferencial; esta dinámica no viene marcada por un parámetro exterior llamado tiempo y tampoco tiene lugar en un contenedor llamado espacio, sino que las intra-acciones iterativas son dinámicas a través de las cuales temporarlidad y espacialidad son producidas e iterativamente reconfiguradas en la materialización del fenómeno y la (re)creación de los límites material-discursivos y sus exclusiones constituyentes.